# Tatiana Baramzina
Tatiana Baramzina (în rusă Татья́на Никола́евна Барамзина́, n. 19 decembrie 1919, Glazov, RSFS Rusă, URSS – d. 5 iulie 1944, Smaliavičy⁠(d), RSS Bielorusă, URSS) a fost o femeie lunetist sovietică din Al Doilea Război Mondial. Este creditată cu minim 36 de soldați inamici împușcați mortal. După ce a fost rănită în luptă, a fost capturată, torturată și executată de soldații germani la Smolevici (în rusă Смолевичи), în Regiunea Minsk. Baramzina a fost identificată ulterior numai după păr și după rămășițele uniformei. A primit postum titlul de erou al Uniunii Sovietice și Ordinul Lenin la 24 martie 1945.

## Biografie
Născută în orașul Glazov în Udmurtia, ea a fost a cincea din cei șase copii născuți dintr-o familie de muncitori. Tatăl ei, Nikolai Makarovici, era muncitor la calea ferată, iar mama, Marfa Mitrofanovna, era gospodină. În anii noilor reforme politico-economice (NPE), tatăl ei a început să vândă pâine „în conformitate cu brevetul său din categoria a doua” și a fost lipsit de dreptul la vot. După moartea sa în 1931, Marfa Mitrofanovna a început să vândă în locul lui Nikolai  și s-a ocupat de redobândirea  dreptului la vot. Ea nu a încetat acest comerț și în 1933 casa i-a fost confiscată. Tania a crescut ca o fată curajoasă și puternică din punct de vedere fizic. După absolvirea liceului în 1934, Baramzina a absolvit Institutul Pedagogic de Stat din Glazov și a petrecut doi ani predând la o grădiniță dintr-o școală din Kacikașur. La 2 noiembrie 1937, ea a depus cererea de aderare la Komsomol și a fost acceptată o lună mai târziu. A devenit membru al Societății Crucea Roșie din Rusia și al OSOAVIAIIM (în rusă ОСОАВИАХИМ, Союз обществ содействия обороне и авиационно-химическому строительству СССР) și a învățat să tragă cu pușca. În 1940, s-a înscris la Universitatea din Perm, iar când Germania a invadat Uniunea Sovietică, a început să frecventeze seara cursurile de asistente medicale în perioada în care antrenamentul s-a intensificat.

## Marele Război Patriotic
În 1943, ea s-a înscrisă la Școala centrală pentru femei de pregătire a lunetiștilor (în rusă Центральная женская школа снайперской подготовки), după care a fost trimisă în aprilie 1944 pe cel de-al Treilea Front Bielorus. În luptă, ea a ucis 16 soldați inamici  cu o pușcă de lunetist, dar în curând vederea ei a început să scadă. Refuzând demobilizarea, Tatiana s-a reprofilat ca telefonistă.
La 22-23 iunie 1944, în bătăliile din apropierea satului Maloie Morozovo, sub focul artileriei grele, a reparat o linie telefonică distrusă de 14 ori.
La 5 iulie 1944, Tatiana Baramzina (ca parte a Batalionului 3 Infanterie, Regimentul 252 de Infanterie, Divizia 70 Infanterie, Armata a 33-a de pe al Treilea Front Bielorus) a fost parașutată în spatele liniilor inamice pentru a efectua o misiune de luptă - pentru a captura pozițiile din spatele inamicului și pentru a le menține până la sosirea forțelor principale. În marșul de lângă satul Pekalin din districtul Smolevici din regiunea Minsk, batalionul s-a ciocnit cu forțe inamice superioare. În bătălia care a urmat, datorită pregătirii ei medicale, a oferit asistență răniților aflați sub focul inamic. Văzând superioritatea dușmanului, a dat ordin răniților să se retragă în pădure, iar celor care nu au putut să se deplaseze - să se ascundă în fortificațiile subterane. Tatiana Baramzina a tras până la ultimul glonț, împușcând peste 20 de soldați inamici. Prin capturarea fortificațiilor subterane, naziștii au împușcat răniții adăpostiți acolo cu pistoale antitanc Panzerbüchse de mare putere. Tatiana a fost torturată mult timp pentru a divulga informații privind numărul de trupe și regimentul din care fac parte: corpul ei a fost tăiat cu un pumnal, ochii i-au fost scoși, sânii i-au fost tăiați, o baionetă i-a fost înfiptă în stomac. În cele din urmă a fost ucisă cu o lovitură de pistol anti-tanc în cap. A fost identificată numai după rămășițele uniformei și a părului.
Tatiana Baramzina a fost îngropată într-o groapă comună din satul Volma. În 1963 rămășițele au fost transferate într-un mormânt din satul Kalita din districtul Smolevici, regiunea Minsk.

## Moștenire
I s-au oferit postum la 24 martie 1945 cele mai înalte distincții ale Uniunii Sovietice: Erou al Uniunii Sovietice și Ordinul Lenin (pentru serviciul militar exemplar). Mai multe monumente în memoria sa au fost ridicate: în Perm, Glazov și Ijevsk. Străzi din Minsk, Glazov, Ijevsk, Perm sau Podolsk au fost numite în memoria Tatianei.

## Vezi și
- Listă de lunetiști din Al Doilea Război Mondial
- Listă de femei Eroi ai Uniunii Sovietice